# Lijst van nummer 1-hits in de UK Singles Chart in 1982
Deze hits stonden in 1982 op nummer 1 in de UK Singles Chart:
| Datum        | Artiest                                       | Titel                         |
| ------------ | --------------------------------------------- | ----------------------------- |
| 2 januari    | Human League                                  | Don't you want me             |
| 9 januari    | Human League                                  | Don't you want me             |
| 16 januari   | Bucks Fizz                                    | The land of make believe      |
| 23 januari   | Bucks Fizz                                    | The land of make believe      |
| 30 januari   | Shakin' Stevens                               | Oh Julie                      |
| 6 februari   | Kraftwerk                                     | Computer love / The model     |
| 13 februari  | The Jam                                       | Town called Malice / Precious |
| 20 februari  | The Jam                                       | Town called Malice / Precious |
| 27 februari  | The Jam                                       | Town called Malice / Precious |
| 6 maart      | Tight Fit                                     | The lion sleeps tonight       |
| 13 maart     | Tight Fit                                     | The lion sleeps tonight       |
| 20 maart     | Tight Fit                                     | The lion sleeps tonight       |
| 27 maart     | Goombay Dance Band                            | Seven tears                   |
| 3 april      | Goombay Dance Band                            | Seven tears                   |
| 10 april     | Goombay Dance Band                            | Seven tears                   |
| 17 april     | Bucks Fizz                                    | My camera never lies          |
| 24 april     | Paul McCartney & Stevie Wonder                | Ebony and ivory               |
| 1 mei        | Paul McCartney & Stevie Wonder                | Ebony and ivory               |
| 8 mei        | Paul McCartney & Stevie Wonder                | Ebony and ivory               |
| 15 mei       | Nicole                                        | A little peace                |
| 22 mei       | Nicole                                        | A little peace                |
| 29 mei       | Madness                                       | House of fun                  |
| 5 juni       | Madness                                       | House of fun                  |
| 12 juni      | Adam Ant                                      | Goody two shoes               |
| 19 juni      | Adam Ant                                      | Goody two shoes               |
| 26 juni      | Charlene                                      | I've never been to me         |
| 3 juli       | Captain Sensible                              | Happy talk                    |
| 10 juli      | Captain Sensible                              | Happy talk                    |
| 17 juli      | Irene Cara                                    | Fame                          |
| 24 juli      | Irene Cara                                    | Fame                          |
| 31 juli      | Irene Cara                                    | Fame                          |
| 7 augustus   | Dexy's Midnight Runners & The Emerald Express | Come on Eileen                |
| 14 augustus  | Dexy's Midnight Runners & The Emerald Express | Come on Eileen                |
| 21 augustus  | Dexy's Midnight Runners & The Emerald Express | Come on Eileen                |
| 28 augustus  | Dexy's Midnight Runners & The Emerald Express | Come on Eileen                |
| 4 september  | Survivor                                      | Eye of the tiger              |
| 11 september | Survivor                                      | Eye of the tiger              |
| 18 september | Survivor                                      | Eye of the tiger              |
| 25 september | Survivor                                      | Eye of the tiger              |
| 2 oktober    | Musical Youth                                 | Pass the dutchie              |
| 9 oktober    | Musical Youth                                 | Pass the dutchie              |
| 16 oktober   | Musical Youth                                 | Pass the dutchie              |
| 23 oktober   | Culture Club                                  | Do You Really Want to Hurt Me |
| 30 oktober   | Culture Club                                  | Do you really want to hurt me |
| 6 november   | Culture Club                                  | Do you really want to hurt me |
| 13 november  | Eddy Grant                                    | I don't wanna dance           |
| 20 november  | Eddy Grant                                    | I don't wanna dance           |
| 27 november  | Eddy Grant                                    | I don't wanna dance           |
| 4 december   | The Jam                                       | Beat surrender                |
| 11 december  | The Jam                                       | Beat surrender                |
| 18 december  | Renée & Renato                                | Save your love                |
| 25 december  | Renée & Renato                                | Save your love                |

1952 ·
1953 ·
1954 ·
1955 ·
1956 ·
1957 ·
1958 ·
1959 ·
1960 ·
1961 ·
1962 ·
1963 ·
1964 ·
1965 ·
1966 ·
1967 ·
1968 ·
1969 ·
1970 ·
1971 ·
1972 ·
1973 ·
1974 ·
1975 ·
1976 ·
1977 ·
1978 ·
1979 ·
1980 ·
1981 ·
1982 ·
1983 ·
1984 ·
1985 ·
1986 ·
1987 ·
1988 ·
1989 ·
1990 ·
1991 ·
1992 ·
1993 ·
1994 ·
1995 ·
1996 ·
1997 ·
1998 ·
1999 ·
2000 ·
2001 ·
2002 ·
2003 ·
2004 ·
2005 ·
2006 ·
2007 ·
2008 ·
2009 ·
2010 ·
2011 ·
2012 ·
2013 ·
2014 ·
2015 ·
2016 ·
2017 ·
2018 ·
2019 ·
2020 ·
2021
- Nederland (Top 40)
- Nederland (Single Top 100)
- Vlaanderen (Radio 2 Top 30)
- Duitsland
- Verenigd Koninkrijk
- Verenigde Staten (Hot 100)